# Erich Kästner Realschule Hermeskeil
Die Erich Kästner Realschule Hermeskeil war von 1969 bis 2010 eine Realschule in Hermeskeil. Sie wurde zuletzt von 914 Schülern besucht, die von 46 Lehrern unterrichtet wurden. Die im Jahre 1969 gebaute Schule wurde von der Verbandsgemeinde Hermeskeil gegründet und war eine der größten Schulen in Rheinland-Pfalz. Sie nahm am Schulentwicklungsprojekt „Selbstverantwortliche Schule“ teil und war nach Erich Kästner benannt.

## Rahmenbedingungen
Das Schulgebäude ist mit vier Computerräumen, sieben naturwissenschaftlichen Räumen, zwei Musikräumen, einem Werkraum, einer Küche und einer Schulbücherei ausgestattet. Die Gänge tragen Namen, um die Orientierung im Gebäude zu erleichtern, z. B. „Popper-Weg“, benannt nach dem Philosophen und Wissenschaftstheoretiker. Im Erdgeschoss befinden sich das Sekretariat, die Büros der Schulleitung und das Lehrerzimmer. In der Pausenhalle gibt es Möglichkeiten zu verschiedenen Tischspielen und auch im Freien bietet eine große Wiese verschiedene Spielmöglichkeiten. Außerdem können im Spieleschuppen verschiedene Spielgeräte ausgeliehen werden. Möglichkeiten zum Austoben bieten Basketballkörbe, eine Kletterwand und Fußballtore.

## Schulgeschichte

### Chronik der Schule
Anlässlich der ersten Stadtwoche im Jahr 1970 führte der damalige Ministerpräsident Helmut Kohl den ersten Spatenstich für den Bau des Schulzentrums Hermeskeil aus. Bereits zwei Jahre später wurde der Fachklassentrakt des Schulzentrums mit Werkräumen, Sprachlabor, Fotolabor, Maschinenschreibraum, Musiksaal, Küchen und den naturwissenschaftlichen Fachräumen fertiggestellt. 1974 wird die Sporthalle der Schule in einer Feierstunde eingeweiht. In diesem Jahr beteiligte sich die Schule erstmals an dem Sportwettbewerb „Jugend trainiert für Olympia“. Im Oktober 1972 wurde Karl Heinz Dahlke zum ersten Realschuldirektor ernannt; fünf Jahre später entließ er die ersten Realschulabsolventen. Bereits im Jahr 1977 wurde die Schule mit Hilfe von Spendengeldern mit Computern ausgestattet. Um der stark angestiegenen Schülerzahl gerecht zu werden, wurde im Jahr 1984 die Schule um einen Anbau mit sechs Klassen- und Fachräumen erweitert. Mit 32 Klassen und 1100 Schülern ist die Realschule Hermeskeil zu diesem Zeitpunkt die größte Schule im Regierungsbezirk Trier. In einer Schulverschönerungsaktion gestalteten die Schüler im Jahr 1992 ihre grauen Betonwänden in den Klassenräumen mit bunten Farben neu. Ein Jahr später wurde die Realschule in „Erich Kästner Realschule“ umbenannt. Seit 2006 nimmt die Erich Kästner Realschule Hermeskeil am Schulentwicklungsprojekt „Selbstverantwortliche Schule“ des rheinland-pfälzischen Bildungsministeriums teil.
Seit dem Schuljahr 2010/2011 bilden die Rektor-Bach-Hauptschule und die Erich Kästner Realschule die Integrierte Gesamtschule Hermeskeil.

### Entwicklung der Wahlpflichtfächer
Die Schüler der Erich Kästner Realschule Hermeskeil können in den Klassenstufen fünf und sechs Arbeitsgemeinschaften wählen. Ab dem siebten Schuljahr werden zwei Wahlpflichtfächer gewählt, die jeweils zweistündig unterrichtet werden. Das Fächerangebot bestand zunächst aus Französisch, Mathematik / Naturwissenschaften, Technischem Zeichnen, Technischem Werken, Familienhauswesen und Textverarbeitung. Ab 1994 wurde es um die Fächer Bildende Kunst / Design und Informationstechnologie erweitert.
Für die Klassenstufen neun und zehn stehen die Fächer Französisch, Mathematik / Naturwissenschaften, Informatik, Sozialpädagogik, Wirtschafts- und Sozialkunde sowie Bürokunde / Textverarbeitung zur Wahl. In diesen Klassenstufen besuchen die Schüler nur ein Wahlpflichtfach, das in der neunten Klasse vierstündig, in der zehnten dreistündig unterrichtet wird.

### Schulpartnerschaften
Zwei Jahrzehnte lang unterhielt die Erich Kästner Realschule Hermeskeil freundschaftliche Beziehungen zu zwei Partnerschulen in Frankreich: dem Collège d’enseignement secondaire in Piennes und dem Collège d’enseignement secondaire in Yutz. Mehrmals im Jahr gab es einen Schüleraustausch mit Teilnahme am Unterricht und Aufenthalt in den Familien. Bis 1994 haben sich 500 Schüler am Austauschprojekt beteiligt. Seit Herbst 2002 besteht ein neuer Austausch mit der französischen Partnerschule Julie Daubié in Rombas in der Nähe von Metz.

## Pädagogische Arbeit

### Schulentwicklungsprojekt Selbstverantwortliche Schule (SVS)
Seit Beginn des Schuljahres 2006/07 nimmt die Erich Kästner Realschule Hermeskeil als eine von zehn Schulen am Schulentwicklungsprojekt „Selbstverantwortliche Schule“ teil. Ziel des Projekts ist es, neue Wege bei der individuellen Förderung von Schülern zu beschreiten.
Das bedeutet insbesondere, dass möglichst kein Schüler die Schule ohne Abschluss verlassen sollte, dass der Bildungsweg ohne Brüche durch Zurückstellungen oder Wiederholungen durchlaufen werden sollte und dass alle Möglichkeiten einer individuellen Förderung im schulischen Qualitätsprogramm und in der Unterrichtspraxis verankert sind und angewendet werden. Dabei sollen die Schulen auch Erfahrungen im Umgang mit einer größeren personellen, organisatorischen und lehr- und lerndidaktischen Selbständigkeit gewinnen. Bei der Organisation des Unterrichts sollen die Schulen mehr Gestaltungsfreiheiten erhalten.
Die Schulen können selbst über Art, Umfang und Zahl der Leistungsüberprüfungen entscheiden.
An der Erich Kästner Realschule Hermeskeil wurden im Januar 2007 von der SVS-Steuergruppe die drei schulischen Schwerpunkte „fachliche und methodische Kompetenzen“, „Lebenskompetenzen“ und „Schulorganisation“ gesetzt. Der Kernschwerpunkt besteht vor allem aus Maßnahmen in den Fächern Deutsch, Mathematik, Englisch und Naturwissenschaften.
Ziel ist eine Kompetenzstabilisierung bzw. Kompetenzverbesserung der Schüler. Die Zielsetzungen des Kernschwerpunktes sollen über das Lernmethodensystem, über das schulische Methodencurriculum und über computergestütztes Lernen in bestimmten Fächern und Klassenstufen erreicht werden.

### ICDL
Seit Oktober 2007 ist die Erich Kästner Realschule autorisiertes Prüfungszentrum für den Europäischen Computerführerschein ICDL. Dieses international anerkannte Zertifikat bescheinigt grundlegende IT-Kenntnisse.
Die Ausbildung erfolgt in den Modulen „Grundlagen der Informationstechnik“, „Computerbenutzung und Dateimanagement“, „Textverarbeitung“, „Tabellenkalkulation“, „Datenbank“, „Präsentation“ und „Information und Kommunikation“. Sie findet auf freiwilliger Basis eingebunden in die Wahlpflichtfächer Bürokunde und Informatik statt. Für die Ausbildung in allen Modulen des ICDL müssen die Schüler einen Beitrag von 130 Euro entrichten, Ausbildungen in einzelnen Modulen sind auch möglich.
Den Schülern soll der Erwerb des Europäischen Computerführerscheins Vorteile beim Start ins Berufsleben bringen. Die Erich Kästner Realschule hält mit dem Angebot zur ICDL-Zertifizierung an der konsequenten Einbindung des Computers in das Lernangebot fest.

### Trainingsraumprogramm
Das Trainingsraumprogramm, das seit 1996 in Deutschland angewendet wird, soll einen ungestörten Unterricht ermöglichen.
Vorrangige Ziele des Trainingsraumprogramms sind zum einen, die lernbereiten Schüler zu schützen und ihnen entspannten, ungestörten und qualifizierten Unterricht anzubieten. Zum anderen wird häufig störenden Schülern Hilfe angeboten, die darauf ausgerichtet ist, ihr Sozialverhalten zu verbessern und die notwendigen sozialen Schlüsselqualifikationen zu erwerben.
Es werden folgende Regeln für die Ordnung in der Klasse aufgestellt:
- Jeder Schüler hat das Recht, ungestört zu lernen.
- Jeder Lehrer hat das Recht, ungestört zu unterrichten.
- Jeder muss stets die Rechte des Anderen respektieren.
- Bei Verstößen gegen diese Regeln muss sich der betreffende Schüler entscheiden, ob er sich an die Regeln halten möchte oder ob er in den Trainingsraum geht. Um dann wieder in die Klasse zurückkehren zu können, muss er einen Rückkehrplan erstellen, der das Ziel des Schülers aufzeigt, in Zukunft nicht mehr zu stören. Auf der Basis dieses Rückkehrplans wird mit der betreffenden Lehrerkraft eine Vereinbarung getroffen, die das zukünftige Verhalten des Schülers betrifft.

### Arbeitsgemeinschaften
Zum ständigen Angebot der Schule gehören zum Beispiel Basketball, Chor, Englisch, Fitness, Französisch, Fußball, Ökologie, Orchester, Pausenradio, Politik, Schülerzeitung „Litfaßsäule“, Tanzsport, Tastschreiben / Textverarbeitung, Theater oder Volleyball.

#### AG Schülerzeitung „Litfaßsäule“
Die Schülerzeitung „Litfaßsäule“ besteht seit dem Jahr 1971. Sie berichtet hauptsächlich über Themen, die die Bereiche Jugend und Schulleben betreffen, so zum Beispiel über Schulveranstaltungen, die neuen fünften Klassen, neue Lehrer, Sportveranstaltungen, Klassenfahrten, Unterrichtsprojekte, Austauschprogramme oder Schulfeierlichkeiten. Auch allgemeine Probleme Jugendlicher werden angesprochen.
Die Schülerzeitung hat eine jährliche Auflage von 550 Exemplaren; sie finanziert sich aus Werbung und Verkauf.
Bis vor zehn Jahren wurde die Zeitung zweimal im Schuljahr herausgegeben. Aufgrund von Finanzierungsschwierigkeiten erscheint sie heute nur noch einmal im Schuljahr.

#### AG Pausenradio „Radio Woodstock“
Die Arbeitsgemeinschaft „Radio Woodstock“ wurde 1990 gegründet. Heute nehmen fünf Schüler an der AG teil. Jeden Montag, Mittwoch und Freitag geht Radio Woodstock in der zweiten großen Pause auf Sendung. Dabei werden wichtige Informationen, die das Schulleben betreffen, über Lautsprecher verkündet. Für die Schüler der Schule besteht auch die Möglichkeit, Grüße über den Sender zu schicken oder Musikwünsche zu äußern.

#### AG Tanzsport / Schulball
Seit 2001 findet in jedem Jahr der Schulball der Erich Kästner Realschule in der Hochwaldhalle Hermeskeil statt.
Die Schüler der Abschlussklassen finden sich zu Beginn des Schuljahres zu Tanzpaaren zusammen und besuchen während des gesamten zehnten Schuljahrs einen wöchentlich stattfindenden zweistündigen Tanzkurs. Auch die Eltern der Schüler besuchen einen Tanzkurs, der von den Lehrkräften angeboten wird.

#### AG Fitness
Seit dem Jahr 2004 wird an der Erich Kästner Realschule eine Fitness AG für die neunten und zehnten Klassen angeboten. Die AG findet im Fitnesspark Hermeskeil statt, wo diverse Großgeräte zum Einzelmuskeltraining zur Verfügung stehen.

#### Schulmannschaften
In der Sportart Fußball haben sowohl die Jungen als auch die Mädchen die Möglichkeit in Schulmannschaften zu spielen.
Die Jungen-Mannschaft konnte einen Titel als Landesmeister beim Wettbewerb Jugend trainiert für Olympia erringen; die Mädchen konnten einen Sieg bei den Regionalmeisterschaften feiern.
Die ehemaligen Schüler der Realschule Helmut Wahlen und Achim Wilbois schafften nach ihrer Schulzeit den Sprung in die Bundesliga. Die Schülerin Tina Gadziała hat in der U15-Nationalmannschaft bereits ein Länderspiel bestritten und ist im auch im aktuellen Kader der Jugendnationalmannschaft vertreten.

## Bekannte ehemalige Schüler
- Alex Heltemes, Fußballspieler
- Helmut Wahlen, Fußballspieler
- Achim Wilbois, Fußballspieler
- Meike Anlauff, Sängerin (u. a. mit Peter Maffay auf Tour)